# نیوکیرک (اکلاهما)
نیوکیرک(به انگلیسی: Newkirk) شهری در ایالت اکلاهما کشور ایالات متحده آمریکا است که جمعیت آن در سرشماری سال ۲۰۱۰ میلادی، ۲٬۳۱۷ نفر بوده‌است.